# Anastasija Nikolajevna af Rusland
Anastasija Nikolajevna af Rusland (russisk: Анастасия Николаевна Романова; tr. Anastasija Nikolajevna Romanova) (18. juni (julianske kalender: 5. juni) 1901, Petergof – 17. juli 1918, Jekaterinburg) var en russisk storfyrstinde, der var den yngste datter af den sidste zar Nikolaj 2. af Rusland og zarina Aleksandra Fjodorovna. Anastasija og hendes familie blev henrettet i forbindelse med Den Russiske Revolution.
Anastasija var lillesøster til Olga Nikolajevna af Rusland, Tatjana Nikolajevna af Rusland og Marija Nikolajevna af Rusland og var storesøster til Aleksej Nikolajevitj af Rusland. Anastasija Nikolajevna blev myrdet med sin familie d. 17. juli 1918 af styrker fra det bolsjevikkiske hemmelige politi.
Vedvarende rygter om hendes mulige undslippen har cirkuleret siden hendes død og byggede bl.a. på, at begravelsesstedet var ukendt under kommunisternes styre. Tæt på Jekatarinburg blev der i 1991 fundet en massegrav, der indeholdt zaren, zarinaen og tre døtre, men Aleksej Nikolajevitjs lig og enten Anastasijas eller hendes storesøster Marija Nikolajevnas manglede.
I januar 2008 annoncerede russiske videnskabsmænd, at de forkullede rester af en dreng og en ung kvinde fundet nær Jekatarinburg i 2007 højst sandsynligt var Aleksej og en af de fire storfyrstinder af slægten Romanov. Det blev bekræftet den 30. april 2008. I marts 2009 blev de endelig resultater af DNA-tests offentliggjort af Michael Coble hos US Armed Forces DNA Identification Laboratory, hvilket betød, at alle lig var fundet, og at ingen var undsluppet.
Adskillige kvinder har løgnagtigt hævdet at være Anastasija. Den mest kendte var Anna Anderson, der blev kremeret efter sin død i 1984, men alligevel blev DNA-testet i 1994, da der stadig var noget væv og nogle hår til rådighed. DNA-testen var negativ.

## Fødsel og navngivning
Da Anastasija blev født, var hendes forældre og øvrige familie skuffede over en fjerde datter, fordi de ønskede en søn, der kunne være arving til tronen. Zar Nikolaj 2. gik en lang spadseretur, før han fik taget sig sammen til at besøge zarinaen og den nyfødte Anastasija. Én betydning af Anastasijas navn er "lænkebryderen" eller "fængselsåbneren". Storfyrstinden fik sit navn, fordi zaren til ære for hendes fødsel frigav studerende, der havde siddet fængslet for deltagelse i optøjer i Sankt Petersborg og Moskva vinteren før. En anden betydning af navnet er "af genopstandelsen"; noget der ofte nævnes sidst i historier om hendes rygtede overlevelse. En mere præcis oversættelse er "Storprinsesse", hvilket skulle vise, at hun som kejserlig højhed rangerede højere end andre europæiske prinsesser, der blot var "kongelige højheder".
Zarens børn blev opdraget så enkelt som muligt. De sov på hårde senge uden puder, medmindre de var syge, tog kolde bade om morgenen, og det forventedes, at deres værelser så ordentlige ud, og, hvis at de lavede håndarbejder, som kunne sælges til velgørenhed. De fleste også tjenestefolkene kaldte hende Anastasija Nikolajevna og brugte ikke "Hendes Kejserlige Højhed". Hun blev også kaldt andre former af "Anastasia"; fx den franske version "Anastasie" eller de russiske kælenavne "Nastja", "Nastas" eller "Nastenka". Andre kælenavne var "Malenkaja" "lille (du)"," eller "sjvibsik," det russiske ord for "imp". Anastasija havde en deform venstre fod lige som hendes efterligner Anna Anderson.

## Kulturel betydning
Historien om Anastasjias mulige overlevelse har inspireret et væld af fiktive værker:
- Anastasia - Oscar-vindende biograffilm fra 1956
- Anastasia - fjernsynsfilm fra 1986
- Anastasia - tegnefilm fra 1997
- Anastasia - musical fra 2016

I 2000 blev Anastasija kanoniseret af den russisk-ortodokse kirke.